# Zdychałówka

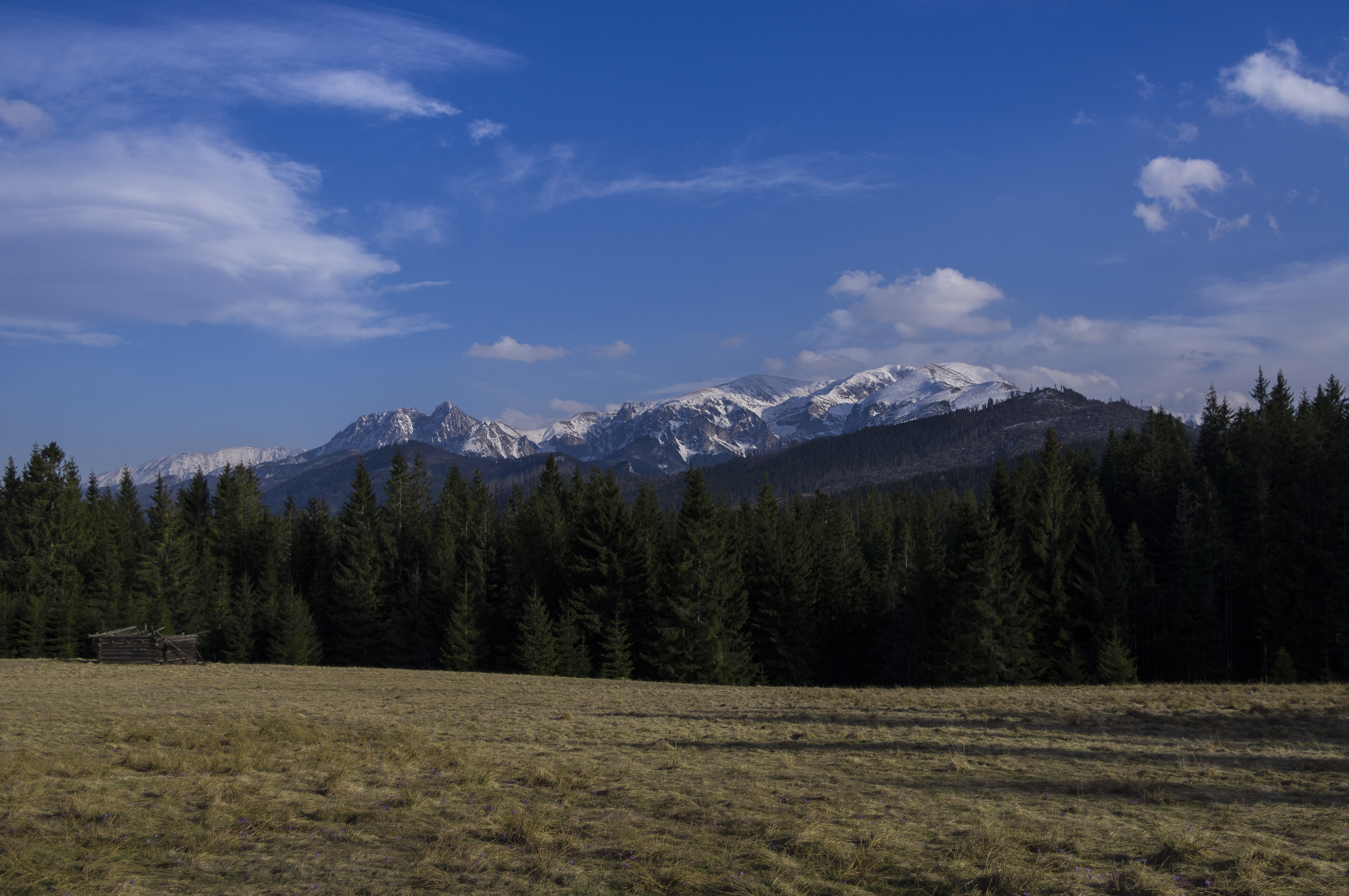
Polana Zdychałówka i widok na Tatry

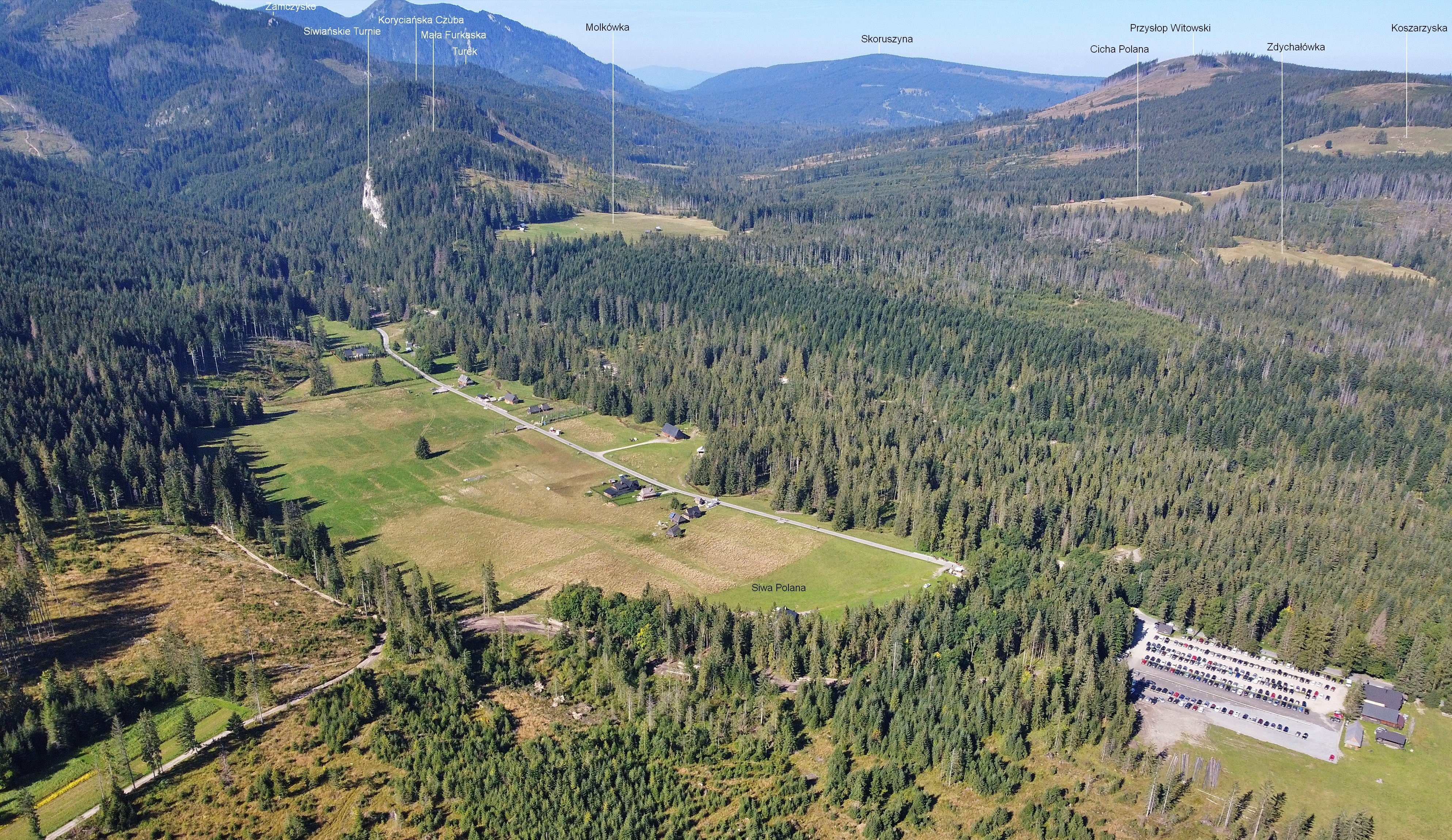

Zdychałówka – duża polana na Przysłopie Witowskim (1164 m) w Orawicko-Witowskich Wierchach. Administracyjnie należy do miejscowości Witów w powiecie tatrzańskim. Znajduje się na mało stromych, południowo-wschodnich stokach Przysłopu Witowskiego, na wysokości około 935–970 m n.p.m. Z okolic polany spływają źródłowe cieki potoku Przybylanka (dopływ Czarnego Dunajca).
Zdychałówka jest jedną z wielu polan na Przysłopie Witowskim. Można do niej dojść drogą gruntową odchodząca od szosy Kościelisko – Czarny Dunajec. Droga ta zaczyna się na granicy lasu, na południowo-wschodnim końcu polany Solarzówka. Prowadzi przez ciąg polan: Krzystkówka, Zdychałówka, Cicha Polana do polany Koszarzyska. Wszystkie te polany są użytkowane gospodarczo. Na Zdychałówce stoi kilka szałasów i stodółek. Wiosną zakwitają na niej krokusy. Z polany rozległy widok na Tatry Zachodnie.
Pochodzenie nazwy polany nie jest znane, być może pochodzi od nazwiska Zdychała. Na Podhalu bardzo często nazwy polan i hal pochodzą właśnie od nazwisk właścicieli.